# $5000 Reward, Dead or Alive
$5000 Reward, Dead or Alive è un cortometraggio muto del 1911 diretto da Allan Dwan.

## Trama
Il cowboy Steve ritrova dell'oro nel rifugio che utilizza per incontrare segretamente la sua innamorata Madie, la figlia dello sceriffo. Si tratta del bottino nascosto da alcuni rapinatori che, quando tornano sul posto per recuperarlo, vengono intercettati dallo sceriffo, allertato da Steve. Il cowboy riceve un premio in denaro per aver ritrovato l'oro: ora è in grado di sposare Madie.

## Produzione
Il film fu prodotto dalla Flying A (American Film Manufacturing Company).

## Distribuzione
Distribuito dalla Motion Picture Distributors and Sales Company, il film - un cortometraggio in una bobina - uscì nelle sale cinematografiche USA l'8 giugno 1911.